# Do Diogneta
Do Diogneta (stgr. Ἐπιστολὴ πρὸς Διόγνητον Epistole pros Diogneton, łac. Epistula ad Diognetum, znane także jako List do Diogneta) – niewielka objętościowo (12 rozdziałów) apologia chrześcijańska anonimowego autora, dawniej przypisywana Justynowi lub Kwadratowi.

## Geneza
Apologia ta powstała u schyłku II w. n.e., prawdopodobnie w Aleksandrii. Jest krótkim wykładem podstawowych zasad religii chrześcijańskiej, skierowanym do poganina. Składa się z krytyki pogaństwa i judaizmu, krótkiej katechezy i końcowych pouczeń. Najbardziej znaną częścią tekstu są rozdziały V i VI, przedstawiające rolę chrześcijan w świecie.
List ten był jednym z ważniejszych źródeł inspiracji dla św. Josemarii, założyciela Opus Dei, ponieważ jest w nim opisane zwykłe życie pierwszych chrześcijan. "Chrześcijanie nie różnią się od innych ludzi ani miejscem zamieszkania, ani językiem, ani strojem. [...] Jednym słowem: czym jest dusza w ciele, tym są w świecie chrześcijanie".

### Przekłady polskie
- Piotr Kobyliński (przekład z greckiego i komentarz), List do Diogneta pisany przez niewiadomego autora z czasów apostolskich, „Pamiętnik Religijno-Moralny: czasopismo ku zbudowaniu i pożytkowi tak duchownych jako i świeckich osób” 14, 1848, z. 4, s. 307-323.
- Do Diogneta w: Apologie. M. Szarmach, A. Świderkówna, J. Sołowianiuk (przekład); M. Szarmach, J. Sołowianiuk (wstępy i oprac.); E. Stanula (red.). Warszawa: ATK, 1988, seria: PSP 44. Brak numerów stron w książce
- Do Diogneta w: Pierwsi świadkowie. Pisma Ojców Apostolskich. A. Świderkówna (przekład), Marek Starowieyski (oprac.). Kraków: Wydawnictwo „M”, 1998, seria: Biblioteka Ojców Kościoła 10. ISBN 83-87243-21-3. Brak numerów stron w książce